# Liste des épisodes d'Il était une fois... l'Homme
 (mars 2025).
Si vous disposez d'ouvrages ou d'articles de référence ou si vous connaissez des sites web de qualité traitant du thème abordé ici, merci de compléter l'article en donnant les références utiles à sa vérifiabilité et en les liant à la section « Notes et références ».

Cette liste recense les épisodes de la série d'animation française Il était une fois… l'Homme.

## Épisodes
| № | Titre                          | Réalisation | Scénario | Première diffusion |
| --- | ------------------------------ | ----------- | -------- | ------------------ |
| 1 (1.1) | Et la Terre ... fut            |             |          | 30 septembre 1978  |
| Il y a 4,5 milliards d'années s'est formée la Terre. Nous suivons dans cet épisode l'évolution de la vie des premières cellules, il y a -3,5 milliards d'années, aux dinosaures, de -240 à -65 millions d'années. Par la suite apparaissent les grands singes anthropomorphes tels que le Proconsul, il y a 1 700 000 ans. |                                |             |          |                    |
| 2 (1.2) | L'Homme du Néandertal          |             |          | 7 octobre 1978     |
| L'évolution du Pithécanthrope, se poursuit jusqu'à -250 000 ans. Nous découvrons le mode de vie d'un groupe d'hommes de Neandertal avec les premiers outils, la domestication du feu et la survie pendant l'ère glaciaire. |                                |             |          |                    |
| 3 (1.3) | L'homme de Cro-Magnon          |             |          | 14 octobre 1978    |
| En −10 000, à la fin de l'ère glaciaire, l'homme de Cro-Magnon, ou homme moderne, a succédé à l'homme du Néandertal. Nous suivons deux tribus dirigées chacune par Pierre et par Le Teigneux, avec le progrès technique et un début de sédentarisation. |                                |             |          |                    |
| 4 (1.4) | Les vallées fertiles           |             |          | 21 octobre 1978    |
| Au néolithique, en Europe, l'agriculture est inventée. En Asie, Maestro revenant de la cité de Mohenjo-daro, repart avec Pierrot et Petit Gros en Mésopotamie. Alors qu'en Bretagne, on élève des menhirs à Carnac, dans le même temps en Égypte, le pharaon fait construire les pyramides de Gizeh. L'épisode raconte aussi l'Exode des Hébreux ainsi que quelques récits de l'Ancien Testament (Samson et Dalila, David et Goliath notamment). - Anecdotes et événements : Le déluge, mythe répandu dans de nombreux textes antiques ; le pharaon qui apparaît dans cet épisode, réclamant des pyramides toujours plus hautes, est Khéops ; le bâtiment incendié par Le Teigneux est une ziggurat |                                |             |          |                    |
| 5 (1.5) | Les premiers empires           |             |          | 28 octobre 1978    |
| Jusqu'au VIe siècle av. J.-C., la Mésopotamie est divisée en d'innombrables royaumes. Après la fondation d'un Empire perse par Cyrus II, nous retrouvons Pierre et Le Gros, anciens commandants dans l'armée perse, à l'époque de Darius Ier. - Anecdotes et événements : L'élection de Darius, où en fait son palefrenier aurait fait sentir à son cheval l'odeur d'une jument, ce qui le fait hennir ; Cleitos (non nommé), apparaît dans le personnage de Pierre, qui sauve Alexandre à la bataille du Granique et est tué pour avoir refusé de reconnaître la divinité de son roi. |                                |             |          |                    |
| 6 (1.6) | Le siècle de Périclès          |             |          | 4 novembre 1978    |
| Alors que se développe l'immense Empire Perse, en Méditerranée vers −1 500 av. J-C, de nombreuses civilisations apparaissent, notamment la civilisation minoenne, en Crète. Mille ans plus tard, Pierre et Le Gros, citoyens d'Athènes, vivent à l'époque de Périclès, Socrate et Phidias. Ce dernier, sculpteur, est représenté sous les trais de Maestro. Leur vie est rythmée par le théâtre et les votes. En parallèle la concurrence avec Sparte nous est décrit par le Teigneux et son fils au travers de vignettes relatant la sélection des bébés aux Apothètes, l'éducation spartiate avec l'anecdote de l'Enfant au renard et les noces spartiates. Les protagonistes se retrouvent pacifiquement lors des Jeux Olympiques puis lors de la guerre entre Athènes et Sparte qui préfigure la chute de la démocratie athénienne. |                                |             |          |                    |
| 7 (1.7) | Pax Romana                     |             |          | 11 novembre 1978   |
| En 52 av. J-C, Jules César, défait Vercingétorix à Alésia. Pierre et Le Gros, tous deux prisonniers de guerre gaulois, sont ramenés à Rome comme esclaves et deviennent gladiateurs lors des jeux du cirque. Puis après avoir travaillé sur la construction de voies romaines, ils entrent au service d'un chevalier romain. Le calendrier julien ainsi nommé par son créateur Jules César, fut utilisé jusqu'au XVIe siècle avant d'être remplacé par le calendrier grégorien. Dans la dernière partie de cet épisode, la naissance et la vie de Jésus-Christ sont racontées. |                                |             |          |                    |
| 8 (1.8) | Les conquêtes de l'Islam       |             |          | 18 novembre 1978   |
| Au début du VIIe siècle, la rivalité entre l'Empire byzantin et l'Empire perse, conduit les deux géants à la ruine. Dans le même temps, Mahomet parcours l'Arabie au sein d'une caravane de marchands. Nous retrouvons Pierre, Le Gros et leurs familles ainsi que Maestro, comme éleveurs de moutons près de La Mecque, dans une région non unifiée et où des brigands (Le Teigneux, Le Nabot) menacent à tout moment. Mahomet va unir ces différentes tribus depuis Médine, puis partir en quelques années à la conquête de la Perse et des Royaumes européens jusqu'à la bataille de Poitiers en 732. |                                |             |          |                    |
| 9 (1.9) | Les Carolingiens               |             |          | 25 novembre 1978   |
| À la fin du Ve siècle, l'Empire romain d'Occident s'effondre et subit les invasions barbares de tribus comme les Vandales, les Wisigoths ou les Huns. Quelques années plus tard, Clovis se proclame roi des Francs. En l'an 800, Charlemagne est couronné Empereur d'Occident. Pierre et Le Gros sont deux villageois habitant avec leurs familles dans le domaine d'un seigneur, Le Nabot. Ils reçoivent la visite des Missi dominici, Maestro et Le Teigneux. - Anecdotes et événements : Le vase de Soissons ; Abul-Abbas, l'éléphant blanc de Charlemagne ; la prise du Ring Avar, capitale de l'empire Avars en 796. |                                |             |          |                    |
| 10 (1.10) | L'âge des Vikings              |             |          | 2 décembre 1978    |
| Après la dislocation de l'Empire carolingien, l'Europe subit une nouvelle vague d'invasion : au sud les Sarrasins, à l'est les Magyars. En 790, nous retrouvons en Scandinavie un village paisible dirigé par le jarl Le Teigneux. Pierre, et son homme de confiance Le Gros, y habitent également. L'épisode s'attache à montrer le quotidien de la vie des Vikings, par exemple la récolte de duvet d'eider, la cuisine du pain d'écorce de bouleau, le holmgang et la chasse aux cétacés... |                                |             |          |                    |
| 11 (1.11) | Les bâtisseurs de cathédrales  |             |          | 9 décembre 1978    |
| En 1090, c'est l'époque de la féodalité. Les paysans se placent sous la protection de seigneurs ou d'ecclésiastiques. Pierre, un serf, après avoir fait la connaissance de l'architecte Maestro, s'évade vers un bourg. En 1096, Urbain II, appelle à la croisade. Le Teigneux, ancien maître de Pierre, ainsi que ses serviteurs dont Le Gros, un autre serf, partent pour la Terre sainte. La métaphore finale du narrateur « le blanc manteau d’églises » est une citation du moine écrivain Raoul Glaber. Erreur : Lors de la IIIe Croisade, la bataille de Richard Cœur de Lion eut lieu sous les murailles de Jaffa et non de Jérusalem ; à la fin de l'épisode le narrateur fait référence à la prise de la « très catholique » Constantinople par les croisés en 1204. L'Église de Rome (catholique) étant séparée de l'Église byzantine (orthodoxe) en 1054, il aurait fallu parler de « très chrétienne ». |                                |             |          |                    |
| 12 (1.12) | Les voyages de Marco Polo      |             |          | 16 décembre 1978   |
| Au début du XIIIe siècle, Gengis Khan établit en Asie un immense empire. Quelques décennies plus tard, Marco Polo, avec son père et son oncle, sont chargés de remettre un message de la part du pape Grégoire X à l’empereur mongol Kubilai Khan, petit-fils de Gengis Khan. Pierrot et Petit Gros les accompagnent. Tout au long de leur périple, ils sont poursuivis par une bande de brigands dirigée par Le Teigneux. - Anecdotes et événements : Alors qu'ils se trouvent en Turquie, ils passent devant l'Anomalie de l'Ararat, l'arche de Noé présumée. |                                |             |          |                    |
| 13 (1.13) | La guerre de Cent Ans          |             |          | 23 décembre 1978   |
| Au XIVe siècle, l'Europe connait une famine généralisée, ainsi que la Peste noire. Alors que les papes et anti-papes se déchirent lors du Grand Schisme d'Occident d'Avignon à Rome, des théologiens (Wyclif, John Ball, Jean Huss) annoncent la future réforme. Dans le même temps la guerre de Cent Ans fait des ravages en France. À l'issue de la bataille d'Azincourt, Pierre et Le Gros se retrouvent partant à l'aventure. Des années plus tard, ils rejoignent Jeanne d'Arc à Orléans. |                                |             |          |                    |
| 14 (1.14) | Le Quattrocento                |             |          | 30 décembre 1978   |
| Dans l'Italie de la seconde moitié du XIVe siècle, un nouveau courant de pensée, l'Humanisme, apparait. Dans la Florence de Laurent de Médicis, Léonard de Vinci est formé à l'atelier de Verrochio. Pierre et Le Gros, sont deux tisserands à Florence. - Anecdotes et événements : En 1472, la république de Volterra ayant suspendu ses exportations d'alun, est annexée à Florence ; le personnage de Maestro a été inspiré par l'autoportrait de Léonard de Vinci ; Pierre (fils de Pierre le tisserand) qui accompagne Léonard, peut être comparé à Francesco Melzi ; la fresque murale détruite par le feu est la Bataille d'Anghiari. |                                |             |          |                    |
| 15 (1.15) | Le siècle d'or espagnol        |             |          | 6 janvier 1979     |
| En 1492, l'Espagne achève la Reconquista. Pierre et Le Gros font leur service militaire et participent à la prise de Malaga et de Grenade. La même année, Christophe Colomb, en essayant d'atteindre les Indes, découvre l'Amérique. Quelques années plus tard, Charles Quint devient empereur. Pierrot et Petit Gros, ainsi que le hidalgo Le Teigneux, embarquent depuis Séville vers le Mexique. - Anecdotes et événements : Le personnage du Teigneux reprend Hernan Cortès, qui conquit le Mexique (Empire aztèque) entre 1519 et 1521. |                                |             |          |                    |
| 16 (1.16) | L'Angleterre d'Élisabeth       |             |          | 13 janvier 1979    |
| En Angleterre, le règne de Henri VIII est marqué par la crise entre la papauté et l'Église d'Angleterre, ainsi que par les nombreuses condamnations à mort ordonnées par le roi. Sa fille Elizabeth hérite du royaume au moment où l'Espagne est au faîte de sa puissance. En 1577, Pierre et Le Gros se trouvant à Plymouth, embarquent avec Francis Drake dans le but d'explorer les côtes sud de l'Amérique. - Anecdotes et événements : Le personnage du Teigneux reprend Thomas Doughty ; le personnage de Maestro reprend Nuno da Silva ; à Valparaíso, le butin pris sur le Grand Captain était de 25 000 pesos d'or, le port de Callao 4000 ducats d'or, et sur le Cagafuego 400 000 pesos. |                                |             |          |                    |
| 17 (1.17) | L'âge d'or des Provinces-Unies |             |          | 20 janvier 1979    |
| En 1499, la Suisse devient indépendante. Genève accueille de nombreux protestants venant de France. En 1566, dans les Pays-Bas espagnols Pierre et Le Gros participent à la Révolte des Gueux. - Anecdotes et événements : Hans Lipperhey a mis au point les lunettes d'approche ; l'achat de la tulipe Vice-roi (d'un prix entre 3000 et 5000 florins) a eu lieu au moment d'une grande spéculation sur les tulipes. |                                |             |          |                    |
| 18 (1.18) | Le grand siècle de Louis XIV   |             |          | 27 janvier 1979    |
| En 1680, le royaume de France est dirigé par Louis XIV, le Roi Soleil. La France devient la première puissance du monde aussi bien politiquement que culturellement avec le classicisme. Maestro est médecin à Paris et est secondé par Pierre et Le Gros. Il soigne les pauvres gens ainsi que le noble Le Teigneux, dans un pays saigné à blanc par les maladies, les guerres et la famine. |                                |             |          |                    |
| 19 (1.19) | Pierre le Grand et son époque  |             |          | 3 février 1979     |
| En 1695, Pierre Ier est tsar de Russie. Celui-ci, ayant fait son éducation dans les cours d'Europe occidentale, cherche à réformer son pays. À Voronej-sur-le-Don, Pierre, Le Gros, leurs familles et Maestro, vivent et travaillent comme bûcherons. Un jour, le Tsar vient leur rendre visite. |                                |             |          |                    |
| 20 (1.20) | Le siècle des Lumières         |             |          | 3 mars 1979        |
| Au XVIIIe siècle, dans toute l'Europe, des philosophes amènent un nouveau courant de pensée en parlant d'égalité et de liberté. Les grands Empires de l'Est sont dirigés par des despotes éclairés. En 1775, Pierre, Le Gros, Pierrette, Le Teigneux, Le Nabot et Maestro sont des comédiens de théâtre français jouant à Paris. Ils décident de partir en tournée à travers l'Europe : en Prusse, en Russie, en Autriche et en Angleterre. Ils rencontrent notamment l'abbé Nollet, Frédéric II de Prusse, Catherine II de Russie et son favori Potemkine, Marie-Thérèse d'Autriche, Mozart John Loudon McAdam et Jean-Pierre Blanchard. - Anecdotes et événements : La pièce jouée est le Barbier de Séville. |                                |             |          |                    |
| 21 (1.21) | L'Amérique                     |             |          | 10 mars 1979       |
| Au début du XVIIe siècle, de nombreux protestants fuyant les persécutions s'installent en Amérique, et fondent les premières colonies de la Nouvelle-Angleterre. À Plymouth, alors que le Mayflower s'apprête à partir, Pierre, Pierrette, Le Gros, Pierrot, Petit Gros, Maestro, Le Teigneux et Le Nabot, embarquent et font partie des 102 anglais migrant en direction de la colonie de Virginie. - Anecdotes et événements : Un second navire, le Speedwell devait accompagner le Mayflower, mais il fit demi-tour. |                                |             |          |                    |
| 22 (1.22) | La Révolution française        |             |          | 17 mars 1979       |
| En 1789, la France subit une crise économique grave. Louis XVI réunit pour la première fois depuis deux siècles, les États généraux. Maestro, un des représentants du Tiers-état, se rend à Paris, pour y assister. - Anecdotes et événements : Cet épisode présente de nombreuses anecdotes et citations sans toutefois en nommer les acteurs : « La Saint-Barthélemy des Patriotes » était dénoncée par Camille Desmoulins que l'on retrouve dans la charrette avec Danton ; Olympe de Gouges (régulièrement aperçue aux côtés de Théroigne de Méricourt) a appelé à la Déclaration des droits de la femme et de la citoyenne et a dit avant d'être guillotinée « Enfants de la Patrie, vous vengerez ma mort » ; le tableau le Serment du Jeu de paume par David ; l'illustration la Marche des femmes à Versailles ; le tableau La Mort de Marat par David ; Manon Roland devant la statue de la Liberté de Paris a dit avant d'être guillotinée « Liberté, que de crimes on commet en ton nom » ; Madame du Barry a dit avant d'être guillotinée « Encore un instant Monsieur le bourreau, vous êtes bien pressé... » ; les amours sans lendemain d'Éléonore Duplay, la voisine de Robespierre ; Thérésa Cabarrus, alors en prison, a convaincu Tallien de renverser Robespierre ; la gravure Attaque de la Convention nationale le 13 vendémiaire ; l'épisode se termine sur l'épopée de Napoléon avec comme musique l'Ouverture solennelle 1812 de Tchaïkovski qui célébrait la défaite de Napoléon en Russie. |                                |             |          |                    |
| 23 (1.23) | Le printemps des peuples       |             |          | 24 mars 1979       |
| Dès la fin du XVIIe siècle, en Grande-Bretagne et en France, l'industrialisation apparaît. Au XIXe siècle, c'est la révolution industrielle, qui modifie grandement la société de l'époque. En 1829, Maestro se rend à Liverpool, où le premier concours de locomotives a lieu. En France et en Angleterre, Pierre et Le Gros travaillent dans le chemin de fer, à une époque de précarité, de chômage et de soulèvements populaires. De retour en France, Maestro assiste à la révolution de Juillet 1830, puis celle de février 1848 et les Journées de Juin, jusqu'à la guerre de 1870. - Anecdotes et événements : George Stephenson est considéré comme l'inventeur du chemin de fer ; au moment de la Révolution de 1848, Alphonse de Lamartine s'oppose à l'adoption du drapeau rouge ; la lithographie La République universelle, démocratique et sociale est reprise pour illustrer le mouvement de 1848. |                                |             |          |                    |
| 24 (1.24) | Ah ! La belle époque           |             |          | 31 mars 1979       |
| À la fin du XIXe siècle, l'automobile prend son essor dans une Europe qui domine et se partage le monde. Les grandes puissances se préparent à la guerre. Pierre et Le Gros travaillent chez Renault et Pierrette à la maison Paquin. A Paris, le métropolitain est inauguré, le repos hebdomadaire institué et voit également la première femme avocate. Lors de la Conférence de Berlin, les puissances européennes se partage l'Afrique, mais encouragées par le revanchisme, le pangermanisme et le panslavisme se lance dans la Grande guerre en 1914. Elle a également pour conséquence la Révolution russe en 1917. - Anecdotes et événements : En 1894, Maestro et Pierre sont Émile Levassor et René Panhard ; les compétitions automobiles Paris-Rouen et Paris-Bordeaux-Paris ; tableaux de Picasso ; le premier film L'Arroseur arrosé ; Alexandra Kollontaï, qui accueille Lénine à la descente du train deviendra la première femme membre d'un gouvernement ; l'épisode se clôture par la citation de Rosa Luxemburg « La Liberté, réservée seulement pour les partisans du gouvernement, aux seuls membres du parti, ce n'est pas la Liberté. La Liberté, c'est toujours la liberté de celui qui pense autrement. Parce que la Liberté n'est plus rien quand elle devient un privilège ». |                                |             |          |                    |
| 25 (1.25) | Les années folles              |             |          | 7 avril 1979       |
| Le début du XXe siècle voit les premiers avions voler. En Europe, la Grande guerre a traumatisé une population qui ne veut plus revivre ça, et ne souhaite que s'amuser, alors que des dictatures apparaissent en Italie et en Allemagne. Le progrès arrive aussi dans le quotidien. Pierre, Le Gros et Robert sont d'anciens pilotes de guerre qui retrouvent une place dans la vie civile. Pierrot souhaite devenir photoreporter. - Anecdotes et événements : Adrienne Bolland première aviatrice ; la Revue nègre avec Joséphine Baker, Maurice Chevalier avec la chanson Valentine, Mistinguett avec Mon homme ; le premier film parlant Le Chanteur de jazz ; le vol de Robert peut être comparé à celui de L'Oiseau blanc dans sa tentative de traversée l'Atlantique ; la musique de fond pendant le récit de la Seconde Guerre mondiale est la Sarabande. |                                |             |          |                    |
| 26 (1.26) | Il était une fois… la Terre    |             |          | 14 avril 1979      |
| En 2150, la Terre a été ravagée par une guerre nucléaire, les survivants (des scientifiques, des astronautes) réfugiés dans une station spatiale racontent ce qu'il s'est passé. Dans les années 1950, le progrès s'était encore accéléré, jusqu'à détruire, le mode de vie, pour une vie de consommation. Les hommes envoyaient des fusées dans l'espace, l'urbanisme augmentait, les déchets s'accumulaient, avec également le problème de la surpopulation. - Anecdotes et événements : Le premier pas sur la lune de Neil Armstrong retransmis en mondovision ; la série créée en 1978, prévoyait de façon pessimiste 7 milliards d'habitants en 2010, ce chiffre a été atteint en 2011. |                                |             |          |                    |